# Luci Quinti
Luci Quinti (llatí: Lucius Quintius) va ser un magistrat romà que va viure el segle i aC. Formava part de la gens Quíntia, una antiga família romana originària d'Alba Longa.
Va ser elegit tribú de la plebs el 74 aC. Ciceró diu d'ell que dirigia bé les assemblees públiques. Es va distingir per la seva violenta oposició a la constitució de Sul·la i volia recuperar el poder que abans havien tingut els tribuns i del que Sul·la els havia privat. Va excitar al poble contra els jutges, acusats d'estar subornats per Cluenci per condemnar a Estaci Albi Opiànic, la causa del qual i la seva innocència va defensar, obligant al jutge Gai Juni, que presidia el tribunal, a retirar-se a la vida privada davant del clam popular. No obstant no va tenir prou suport per revocar cap de les lleis de Luci Corneli Sul·la, i va tenir l'oposició del cònsol Luci Licini Lucul que en privat va aconseguir fer-lo desistir (segurament mitjançant suborn). L'any 67 aC va ser pretor i va prendre revenja contra Lucul per donar suport al nomenament d'un successor pel govern de la província de Bitínia.